# Aneogmena compressa
Aneogmena compressa là một loài ruồi trong họ Tachinidae.